# Dorothy Arzner
Dorothy Emma Arzner (San Francisco, 3 januari 1897 – La Quinta, 1 oktober 1979) was een Amerikaans filmregisseur.

## Levensloop
Dorothy Arzner begon haar filmcarrière als typiste voor de scenario’s van filmstudio Paramount (toen nog Famous Players-Lasky). Hierna werkte ze zich eerst als scriptlezer en later als monteur op tot filmregisseur. Ze deed ook de montage voor Blood and Sand (1922) met Rudolph Valentino en Lila Lee. In 1927 maakte ze met Fashions for Women haar regiedebuut. Ze draaide dat jaar drie films. Arzner trad op als behoeder en sterkmaker voor vrouwelijk filmtalent en was de allereerste regisseur die Katharine Hepburn een hoofdrol gaf in de film Christopher Strong. In de films van Arzner speelden bekende actrices zoals Clara Bow, Katharine Hepburn, Joan Crawford, Maureen O'Hara en Claudette Colbert. Na 1943 regisseerde ze geen speelfilms meer. Ze ging zich toeleggen op het schrijven van televisieseries en toneelstukken.
Arzner overleed in 1979 op 82-jarige leeftijd.

## Thema's
Arzners films focussen voornamelijk op de levens, carrières en verlangens van vrouwen en hoe deze zich verhouden tot hun sociale klasse. Nagenoeg alle romantische relaties in haar films kunnen om verschillende, subtiele redenen omschreven worden als niet-conventioneel en leken in te gaan tegen de toen gangbare clichés in Hollywood.

## Filmografie
- 1927: Fashions for Women
- 1927: Ten Modern Commandments
- 1927: Get Your Man
- 1928: Manhattan Cocktail
- 1929: The Wild Party
- 1930: Sarah and Son
- 1930: Paramount on Parade
- 1930: Anybody's Woman
- 1931: Honor Among Lovers
- 1931: Working Girls
- 1932: Merrily We Go to Hell
- 1933: Christopher Strong
- 1934: Nana
- 1936: Craig's Wife
- 1937: The Bride Wore Red
- 1940: Dance, Girl, Dance
- 1943: First Comes Courage